# Перисто-кучевые облака

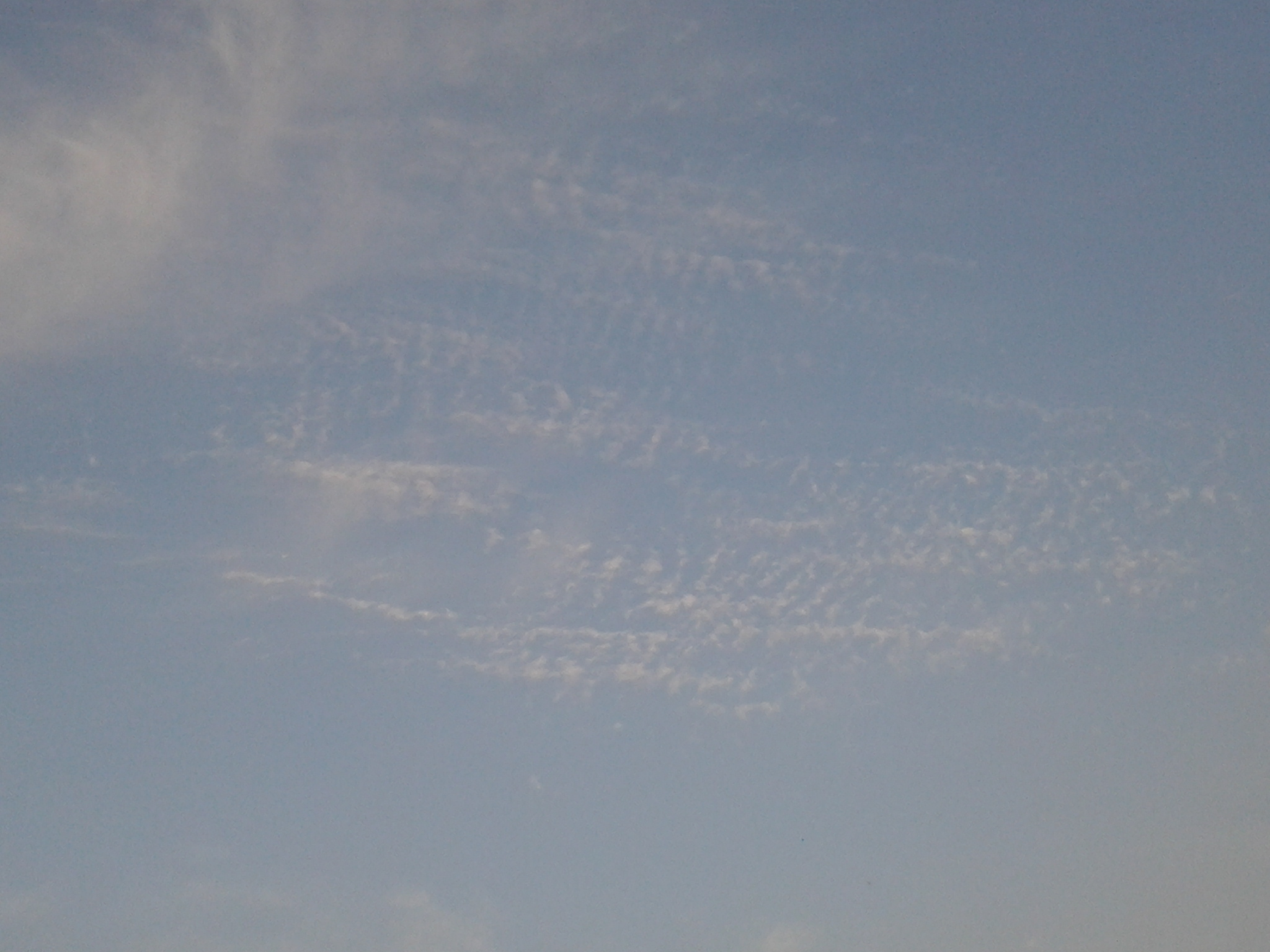
Перисто-кучевые облака

Перисто-кучевые облака (лат. Cirrocumulus) — тонкие облака, состоящие из мелких волн, хлопьев или ряби.

## Характеристика
Располагаются на высоте выше 6—7 км, имеют толщину слоя около 200—400 метров, видимость внутри облаков — около 150—500 метров. На них отсутствует затенение — даже с той стороны, которая отвёрнута от солнца. Образуются при возникновении волновых и восходящих движений в верхней тропосфере и состоят из кристаллов льда. В перисто-кучевых облаках может наблюдаться гало и венцы вокруг солнца и луны. Осадки из них не выпадают.

## Виды
Выделяют четыре вида перисто-кучевых облаков. Слоистообразные (stratiformis) представляют собой не просто облачные лоскуты, а обширные слои облаков. Чечевицеобразные (lenticularis) — облака в форме одного или нескольких не связанных друг с другом чётких миндалевидных или чечевицеобразных массивов с ровной поверхностью. Каждый элемент башенковидных (castellanus) облаков представляет собой маленькую вертикальную башенку с относительно чётким основанием. Хлопьевидные (floccus) облака похожи на кучевые, с клочковатыми размытыми основаниями.
Также существует две разновидности перисто-кучевых. Волнистые (undulatus) расположены волнообразно, наподобие рыбьей чешуи. Дырявые (lacunosus) усеяны равномерными отверстиями, похожими на сито или решето.